# 타를로
타를로(塔洛, Tharlo)는 중국에서 제작된 페마 체덴 감독의 2015년 영화이다. 스더 니이마 등이 주연으로 출연하였다.

## 출연

### 주연
- 스더 니이마